# Prins van Asturië

Wapenschild van de prins(es) van Asturië.

Prins van Asturië is een dynastieke titel die in de regel aan de kroonprins(es) van Spanje gegeven wordt. De titel Prins van Asturië vindt zijn oorsprong in een belangrijke familie van edelen afkomstig uit het historische koninkrijk Asturië. 
Rodrigo Álvarez van Asturië I, heer van Noreña, was de eerste graaf van Asturië van 980-998. De titel werd binnen het huis van Noreña telkens overgedragen aan de nakomelingen, totdat Rodrigo Álvarez van Asturië IV, kinderloos bleef. 
De titel werd vervolgens overgenomen door Hendrik II van Castilië (1333-1379), de eerste koning uit het Huis van Trastámara, die hem daarna aan een onechte zoon, Alonso Enríquez, overdroeg.
Johan I van Castilië was verwikkeld in een machtsstrijd met de Engelse koningszoon Jan van Gent, die zelf aanspraak maakte op de troon van Castilië via zijn (2e) echtgenote Constanza, de dochter van Peter de Wrede van Castilië. Na de moord op de verslagen koning Peter besloot men tot een dynastieke verzoening op 8 juli 1388 in het Verdrag van Baiona: Het Huis van Lancaster zag af van aanspraken op de troon van Castilië en de eerstgeboren zoon van Johan, de toekomstige Hendrik III van Castilië, zou huwen met Jans dochter Catharina van Lancaster. Het voorzag de erfelijke titel Prins van Asturië van het statuut tot troonopvolging (zoals bij andere koninklijke families de titels Prins van Wales in Engeland, de Dauphin in Frankrijk, de Hertog van Brabant in België en de Prins van Oranje in Nederland) en dat die titel toekwam aan Hendrik en Catharina prinses zou genoemd worden.
Aanvankelijk was de titel niet slechts een eretitel, maar gaf rechten en verantwoordelijkheden binnen een groot geografisch gebied. Zo konden de Prinsen van Asturië zorgen voor het benoemen van onder meer ambtenaren, rechters, burgemeesters, landgraven. Deze situatie veranderde vanaf de Reyes Católicos. De titel werd toen teruggebracht tot een eretitel, die overgedragen werd aan het Huis van Oostenrijk en later aan het Huis van Bourbon.
Naast de titel van prins (Principe de Asturias) of prinses (Princesa de Asturias) in rechte, blijken de echtgenotes van de prinsen prinses-gemalin van Asturië (princesa consorte de Asturias) geheten. Het dragen van de prinsessentitel met bijhorend eerbetoon blijft dan aan die echtelijke staat of die van weduwe verbonden. Het ziet ernaar uit dat tot in de twintigste eeuw de facto niemand prins-gemaal van Asturië (príncipe consorte de Asturias) genoemd is geweest, mede vermits in die enkele situaties de man al uit eigen afstamming een minstens even hoge titel droeg. Gedurende de republikeinse periode werden drie opeenvolgende vermeende kandidaten-kroonprins als 'titulaire prins' (principe titular de Asturias) geduid.
De huidige drager van de titel Prinses van Asturië, is de dochter van de Spaanse koning Felipe VI, Leonor de Todos los Santos de Borbón y Ortiz. Ook is de autonome gemeenschap Asturië in naam nog steeds een prinsdom. 